# Acromantis montana
Acromantis montana es una especie de mantis de la familia Hymenopodidae.

## Distribución geográfica
Se encuentra en la India, Java y Borneo.